# Ciak d'oro 2009
La 24ª edizione dei Ciak d'oro si è tenuta nel giugno 2009.

## Vincitori e candidati
I vincitori sono indicati in grassetto, a seguire gli altri candidati.

### Miglior film
- Gomorra di Matteo Garrone

### Miglior regista
- Paolo Sorrentino - Il divo

### Migliore attore protagonista
- Toni Servillo - Il divo

### Migliore attrice protagonista
- Claudia Gerini - Diverso da chi?

### Migliore attore non protagonista
- Carlo Buccirosso - Il divo
  - Beppe Fiorello - Galantuomini
  - Dario Bandiera - Italians
  - Filippo Nigro - Diverso da chi?
  - Neri Marcorè - Gli amici del bar Margherita

### Migliore attrice non protagonista
- Micaela Ramazzotti - Questione di cuore
  - Anna Bonaiuto - Il divo
  - Francesca Neri - Il papà di Giovanna
  - Valentina Lodovini - Fortapàsc
  - Valeria De Franciscis, Maria Calì, Grazia Cesarini Sforza e Marina Cacciotti - Pranzo di ferragosto

### Migliore produttore
- Francesca Cima, Nicola Giuliano, Andrea Occhipinti e Maurizio Coppolecchia - Il divo
  - Angelo Barbagallo e Gianluca Curti - Fortapàsc
  - Domenico Procacci - Gomorra e Lezione 21
  - Matteo Garrone - Pranzo di ferragosto
  - Angelo Rizzoli - Si può fare

### Migliore opera prima
- Gianni Di Gregorio - Pranzo di ferragosto

### Migliore sceneggiatura
- Matteo Garrone, Massimo Gaudioso, Roberto Saviano, Maurizio Braucci, Ugo Chiti, Gianni Di Gregorio - Gomorra
  - James Carrington, Andrea Purgatori, Marco Risi - Fortapàsc
  - Paolo Sorrentino - Il divo
  - Francesca Archibugi - Questione di cuore
  - Giulio Manfredonia, Fabio Bonifacci - Si può fare

### Migliore fotografia
- Marco Onorato - Gomorra e Fortapàsc
  - Italo Petriccione - Come Dio comanda
  - Paolo Carnera - Galantuomini
  - Luca Bigazzi - Il divo

### Migliore sonoro
- Filippo Porcari e Federica Ripani - Pranzo di ferragosto
  - Gianluca Merli, Massimo Simonetti - Fortapàsc
  - Maricetta Lombardo, Luca Novelli - Gomorra
  - Mirko Guerra, Vito Martinelli - Tutta colpa di Giuda

### Migliore scenografia
- Giancarlo Basili - Sanguepazzo
  - Sonia Peng - Fortapàsc
  - Lino Fiorito - Il divo
  - Giuliano Pannuti - Il papà di Giovanna
  - Antonio Farina - Il seme della discordia

### Migliore montaggio
- Marco Spoletini - Gomorra e Il passato è una terra straniera
  - Clelio Benevento - Fortapàsc
  - Luca Benedetti - Galantuomini
  - Cristiano Travaglioli - Il divo
  - Claudio Cormia - Tutta colpa di Giuda

### Migliore costumi
- Maria Rita Barbera - Sanguepazzo
  - Marina Roberti - Due partite
  - Daniela Ciancio - Il divo
  - Mario Carlini, Francesco Crivellini - Il papà di Giovanna
  - Grazia Colombini - Il seme della discordia

### Migliore colonna sonora
- Franco Piersanti - Fortapàsc
  - Nicola Tescari - Aspettando il sole
  - Baustelle - Giulia non esce la sera
  - Teho Teardo - Il divo
  - Marlene Kuntz, Fabio Barovero, Francesco Signa - Tutta colpa di Giuda

### Miglior manifesto
- Il divo e Fortapàsc (ex aequo)

### Migliore film straniero
- Gran Torino di Clint Eastwood

### Ciak d'oro Mini/Skoda Bello & Invisibile
- Focaccia blues di Nico Cirasola

### Ciak d'oro alla carriera
- Liliana Cavani

## Ciak d'oro alla rivelazione dell'anno
- Valentina Lodovini

### Super Ciak d'oro
- Stefano Disegni

### Premio speciale Aspettando il Festival
- Luca Argentero e Giorgio Pasotti